# Journal of Cell Biology
Journal of Cell Biology (JCB)— це рецензований науковий журнал, який публікується Rockefeller University Press, і присвячений клітинній біології.

## Історія
На початку 1950-х років невелика група біологів почала досліджувати внутрішньоклітинну анатомію за допомогою нової технології електронної мікроскопії. Багато з цих дослідників працювали в Інституті медицини Рокфеллера, попереднику Університету Рокфеллера. У міру того, як їхня робота просувалась до публікації, вони були розчаровані обмеженою якістю відтворення напівтонових зображень у друкованих журналах того часу та розчаровані вузькою редакційною політикою існуючих журналів щодо результатів, заснованих на зображеннях. У 1954 році директор Інституту Рокфеллера Детлев Бронк скликав ланч для обговорення створення нового журналу як місця для публікації такого типу робіт.
Перший випуск The Journal of Biophysical and Biochemical Cytology був опублікований менш ніж через рік, 25 січня 1955 року. До списку редакторів увійшли Річард С. Беар, Х. Стенлі Беннетт, Альберт Л. Ленінджер, Джордж Паладе, Кіт Р. Портер, Френсіс О. Шмітт, Франц Шрейдер і Арнольд М. Селігман. Інструкції для авторів описували сферу діяльності журналу так: «The Journal of Biophysical and Biochemical Cytology розроблений, щоб забезпечити загальне середовище для публікації морфологічних, біофізичних і біохімічних досліджень клітин, їх компонентів і продуктів їхнього виробництва». Особлива увага приділялась звітам про клітинну організацію на колоїдному та молекулярному рівнях, а також дослідженням, що об’єднують цитологічну інформацію, отриману за допомогою різних технічних підходів». Визнаючи, що їм потрібна більш помітна назва, редактори змінили назву на The Journal of Cell Biology («JCB») у 1962 році.
У журналі було опубліковано багато фундаментальних відкриттів, у тому числі перші описи багатьох клітинних функцій і структур, таких як секреторний шлях мітохондріальна і хлоропластна ДНК, мікротрубочки, проміжні філаменти, щільні контакти (включаючи оклюдіни і клаудини), адгезивні контакти і кадгерини.

### Ключові дати
- 25 січня 1955 р.: Публікація першого номера The Journal of Biophysical and Biochemical Cytology.
- Січень 1961 – грудень 1983: Реймонд Гріффітс є виконавчим редактором.
- Січень 1962: назву журналу змінено на The Journal of Cell Biology.
- Січень 1984 – грудень 1998: Берні Гілула – головний редактор.
- 13 січня 1997 р.: Перший випуск JCB опубліковано онлайн.
- Квітень 1997 – квітень 2007: Майк Росснер є головним редактором.
- Січень 1999 – грудень 2008: Іра Меллман є головним редактором.
- Липень 2000: авторам дозволено розміщувати остаточний опублікований pdf-файл своїх статей на власних веб-сайтах.
- Січень 2001: JCB починає робити свій онлайн-контент безкоштовним для громадськості через шість місяців після публікації.
- Липень 2002: JCB переходить на повністю електронний робочий процес.
- Вересень 2002: JCB починає перевірку всіх цифрових зображень на наявність доказів маніпуляцій.
- Січень 2003: JCB відкриває робочий процес RGB для кольорових цифрових зображень.
- Червень 2003: JCB безкоштовно оприлюднює у відкритий доступ весь свій попередній вміст, старший за шість місяців, до першого тому, випуск 1.
- Травень 2007 – липень 2010: Емма Гілл є виконавчим редактором.
- Листопад 2007: JCB починає публікувати весь свій вміст на PubMed Central, де він стає доступним безкоштовно через шість місяців після публікації.
- 1 травня 2008 р.: нова політика авторського права дозволяє авторам зберігати авторські права на власні твори, а третім особам – повторно використовувати вміст JCB за ліцензією Creative Commons.
- Грудень 2008: JCB запускає Dataviewer.
- Січень 2009 – вересень 2014: Том Містелі – головний редактор.
- Вересень 2010 – грудень 2014: Елізабет Х. Вільямс є виконавчим редактором.
- Жовтень 2014 – травень 2015: Алан Холл є головним редактором.[17]
- Квітень 2015 – серпень 2019: Ребекка Алванія – виконавчий редактор.
- Серпень 2015 – теперішній час: Джоді Нуннарі є головним редактором.[18]
- Листопад 2019 р. – теперішній час: Тім Спенсер – виконавчий редактор.

## Реферування та індексування
Згідно з Journal Citation Reports, імпакт-фактор журналу на 2021 рік становить 8,077, що ставить його на 28 місце серед 201 журналів у категорії «Клітинна біологія».

## Онлайн доступ
Журнал вперше був опублікований онлайн 13 січня 1997 року. Протягом першого року онлайн-публікації весь вміст був безкоштовним для громадськості. У січні 1998 року весь первинний дослідницький контент було поміщено під контроль доступу, але весь вміст новин і оглядів залишався безкоштовним для громадськості одразу після публікації.
У січні 2001 року, у відповідь на заклик дослідницького співтовариства надати вільний доступ до результатів досліджень, що фінансуються державою, журнал був одним із перших, хто оприлюднив свій основний дослідницький вміст для громадськості через 6 місяців після публікації.
У червні 2003 року весь вміст, починаючи з тома 1, випуску 1, було розміщено онлайн і надано безкоштовно.
У листопаді 2007 року, в очікуванні мандату Національного інституту охорони здоров’я щодо публічного доступу до результатів досліджень, фінансованих NIH, журнал почав розміщувати весь свій вміст у PubMed Central, де остаточна опублікована версія виходить для громадськості через 6 місяців. після публікації.

## Авторське право та використання третіми особами
У липні 2000 року журнал був одним із перших, щоб дозволити авторам публікувати остаточний опублікований PDF-файл своїх статей на своїх веб-сайтах. 1 травня 2008 року політику авторського права було змінено, дозволивши авторам зберігати авторські права на власні твори. У той же час вміст журналу було відкрито для використання третіми особами за ліцензією Creative Commons. Єдиним обмеженням на таке використання третіми сторонами є те, що вони не можуть створити безкоштовний сайт-дзеркало протягом перших шести місяців після публікації.

## Цілісність даних

### Політика зображень
У 2002 році журнал перейшов на повністю електронний виробничий процес. Це означає, що весь текст подається як файл електронного документа, а всі малюнки – як файл електронного зображення. Під час форматування графічних файлів для прийнятого рукопису Майк Росснер, який тоді був відповідальним редактором, виявив вестерн-блот, у якому інтенсивність однієї смуги була вибірково скоригована відносно інших смуг. Вихідні дані були отримані від авторів, і було очевидно, що маніпуляції вплинули на інтерпретацію даних. Редакційне прийняття рукопису було скасовано, і журнал негайно розпочав політику перевірки всіх зображень у всіх прийнятих статтях на наявність доказів маніпулювання зображеннями.

### Вказівки щодо обробки цифрових зображень
За консультаціями з вченими-практиками в редакційній колегії були розроблені рекомендації щодо роботи з цифровими зображеннями, які вперше були опубліковані в червні 2003 року.

### Публічність маніпулювання зображеннями та скринінгу зображень
Програма перегляду зображень журналу була опублікована в статті в Nature у квітні 2005 року під назвою "CSI Cell Biology". На Різдво 2005 року газета The New York Times опублікувала статтю, яка показує, що маніпуляції із зображеннями були частиною наукового шахрайства, здійсненого Хван Ву Суком та його колегами. Коли стало очевидно, що програма скринінгу Journal of Cell Biology виявила б маніпуляції із зображеннями перед публікацією, 24 січня 2006 р. New York Times висвітлила процес журналу на обкладинці свого розділу Science Times. Це підвищило обізнаність громадськості та інших біомедичних журналів про потенційну цінність скринінгу зображень редакторами журналів.

### Відповідь Національної академії наук
У лютому 2006 року редактори висловили необхідність схвалених спільнотою стандартів для підтримки цілісності даних у листі до президента Національної академії наук США (NAS) Ральфа Сіцерона. Цей лист, разом із подальшими занепокоєннями щодо цифрових даних, висловленими іншими науковими видавцями, послужили поштовхом для дослідження Комітетом з науки, техніки та державної політики (спільним підрозділом академії, Національної інженерної академії та Інституту медицини), щоб вивчити питання цілісності даних. Дослідження було замовлено в травні 2006 року.
Майк Росснер виступив перед Комітетом на відкритому засіданні у квітні 2007 року, у якому описав досвід JCB та інших журналів Rockefeller University Press у обробці зображень. Він зазначив, що розробка стандартів цілісності даних має бути відповідальністю дослідницького співтовариства, але JCB взяла на себе цю роль, оскільки таких стандартів не існувало, коли JCB вперше зіткнулася з цією проблемою в 2002 році.
У липні 2009 року Комітет оприлюднив свій звіт під назвою «Забезпечення цілісності, доступності та управління дослідницькими даними в епоху цифрових технологій». У повідомленні NAS конкретно цитується JCB за його проактивні кроки щодо встановлення конкретних вказівок щодо «прийнятних і неприйнятних способів зміни зображень». У звіті розглядалася проблема цілісності даних з точки зору як правдивості, так і точності в отриманні даних і звітності, а також з точки зору доступності даних у часі. Він не надав жодних конкретних стандартів для підтримки цілісності даних і жодних рекомендацій щодо дотримання цих стандартів після встановлення. У звіті зроблено широкий висновок, що «дослідники самі відповідають за забезпечення цілісності своїх дослідницьких даних».

## Технічні інновації

### Стандарт RGB
JCB був першим журналом, який прийняв «стандарт RGB» для відтворення кольорових зображень. Щоб максимізувати якість відтворення кольорових зображень, JCB оголосив у січні 2004 року  що онлайн-версія журналу є «журналом записів», і зображення будуть відтворюватися онлайн з використанням файлів авторів у тій же кольоровій схемі (червоний, зелений, синій), у якому вони отримуються цифровими камерами, і який використовується для відображення їх на моніторі комп’ютера.
Раніше авторів просили конвертувати свої файли RGB у колірну схему CMYK, необхідну для друку на папері, що призводило до значної втрати блиску зображення. Ці файли CMYK потім видавець перетворив назад у RGB, щоб опублікувати в Інтернеті, що призвело до другого етапу зміни оригінальних кольорів. Поява робочого процесу RGB дозволила відображати кольори в онлайн-публікації точно так, як вони відображалися в оригінальних файлах авторів.

### JCB DataViewer
1 грудня 2008 року JCB запустила JCB DataViewer – першу програму на основі браузера для перегляду оригінальних багатовимірних даних зображення.  Ця програма була створена спільно з Glencoe Software з використанням механізму керування даними на основі програмного забезпечення OMERO, розробленого Open Microscopy Environment. Компанія Glencoe Software також розробила програму Rollup для завантаження оригінальних файлів зображень у DataViewer. DataViewer підтримує численні пропрієтарні типи файлів з різних мікроскопів і систем документування гелю.
Ця революційна програма дозволяє авторам JCB представляти багатовимірні дані зображення, як вони були отримані, надаючи їм можливість обмінюватися даними, якими раніше не можна було поділитися. Читачі JCB бачать оригінальні дані, що підтверджують опубліковану статтю, і вони можуть взаємодіяти з цими даними. Користувачі можуть вибирати окремі канали для перегляду або переглядати всі канали окремо на одному екрані. Вони також можуть створювати лінійні графіки інтенсивності пікселів уздовж будь-якої горизонтальної або вертикальної осі.
Оновлення програмного забезпечення в серпні 2012 року дозволяє користувачеві плавно переходити від 1 міліметра до 1 мікрометра збільшення зображень, зібраних з оптичних і електронних мікроскопів. Як приклад, вони надають повне зображення ембріона рибки даніо.